# Amerikaanse gouverneursverkiezingen 2017
De Amerikaanse gouverneursverkiezingen 2017 werden gehouden op dinsdag 7 november 2017 in de staten New Jersey en Virginia.
In beide verkiezingen won de Democratische kandidaat. Ook het lagerhuis van Virginia en beide kamers in New Jersey werden verkozen; in elk van de drie kamers wonnen Democraten zetels bij.
In New Jersey lag de opkomst op 38.5% en in Virginia op 47.6%.

## Uitslag
| Staat      | Zittende gouverneur | Partij      | Status                                                          | Kandidaten                                           |
| ---------- | ------------------- | ----------- | --------------------------------------------------------------- | ---------------------------------------------------- |
| Virginia   | Terry McAuliffe     | Democraat   | Zittende gouverneur niet herkiesbaar, Democratische overwinning | Ed Gillespie (R) Ralph Northam (D)                   |
| New Jersey | Chris Christie      | Republikein | Zittende gouverneur niet herkiesbaar, Democratische overwinning | Kim Guadagno (R) Phil Murphy (D) Seth Kaper-Dale (G) |